# Kościół św. Mateusza w Ingolstadt

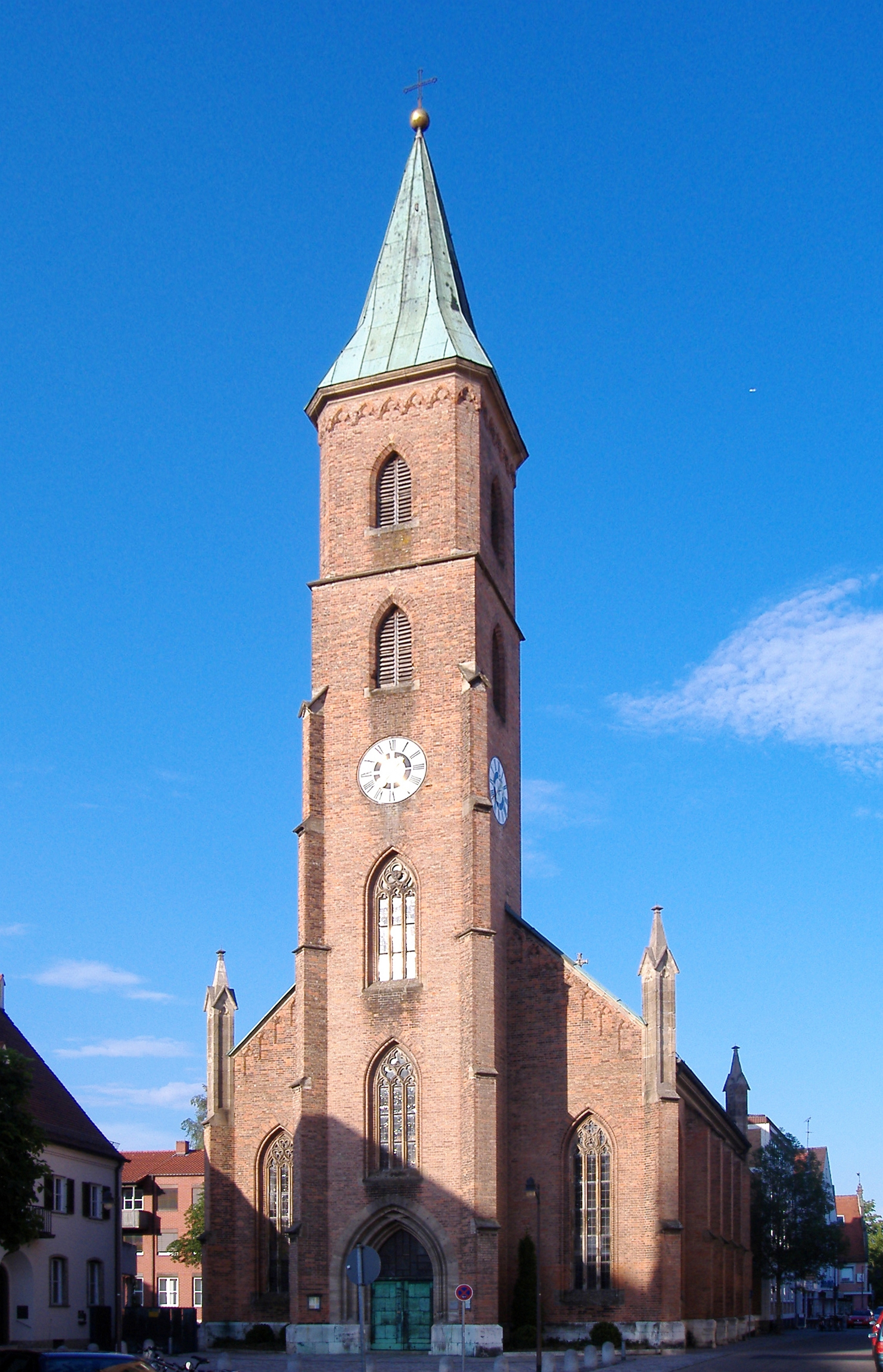
Kościół św. Mateusza w Ingolstadt

Kościół św. Mateusza w Ingolstadt (niem. St.-Matthäus-Kirche; Matthäuskirche) – kościół ewangelicki w Ingolstadt w Bawarii, w Niemczech. Siedziba pierwszej parafii ewangelickiej w Ingolstadt i najstarszy kościół tego wyznania w Bawarii.
Pierwsi protestanci zaczęli przybywać do zdecydowanie katolickiego Ingolstadt dopiero na początku XIX w. W 1824 r. zbór otrzymał swego pierwszego proboszcza, a po następnych dwudziestu latach podjął budowę dzisiejszego kościoła. Obecnie świątynia należy do Kościoła Ewangelicko-Luterańskiego w Bawarii (niem. Evangelisch-Lutherische Kirche in Bayern), jednego z 22 kościołów krajowych zrzeszonych w Kościele Ewangelickim w Niemczech (niem. Evangelische Kirche in Deutschland, EKD). Od 1935 r. jest on siedzibą dekanatu.
Kościół zbudowano w latach 1845–1846 według projektu Karla Heideloffa. Jest to murowana z cegły, orientowana, trójnawowa pseudobazylika z wysoką, czworokątną wieżą na osi. Prezbiterium zamknięte wielobocznie, w prawej nawie bocznej pawlacz. W otworach okiennych nawiązujące do tradycji gotyku maswerki. Wnętrze utrzymane w spokojnej tonacji biało-żółtej. W oknach prezbiterium współczesne witraże, na chórze zachodnim organy. Kościół św. Mateusza jest pierwszą świątynią neogotycką wzniesioną w Bawarii. Oryginalne, historyczne ukształtowanie bryły i nowoczesny wystrój wnętrza stanowią o wyjątkowości tego obiektu.